# سعیدکندی (ماه‌نشان)
سعیدکندی یک روستا در ایران است که در شهرستان ماه‌نشان استان زنجان واقع شده‌است. سعیدکندی ۴۱۶ نفر جمعیت دارد.